# 신망리역
신망리역(新望里驛, Sinmang-ri station)은 경기도 연천군 연천읍 상리에 위치한 경원선의 철도역이다.
신망리는 1954년 미군이 전쟁 피난민들을 위해 세운 정착촌으로, 뉴 호프 타운(New Hope Town)이라는 뜻에서 만들어졌다.
이 역에서 100번 공영버스를 타고 횡산리 정류장에서 하차하여 도보 35분을 이용하여 태풍전망대로 갈 수 있다.
2011년 7월 28일부터 2011년 7월 한국 중부 집중호우로 인한 선로 유실로 인해 영업이 전면 중단되었으나 2012년 3월 21일 경원선 통근열차 운행 재개와 동시에 편도 기준 1일 11회 정차하고 있다가 2012년 7월 개정으로 다시 편도기준 1일 17회로 증편하였다.

## 연혁
- 1956년 8월 21일 : 역원무배치간이역으로 영업 개시[1]
- 1964년 8월 11일 : 배치간이역으로 변경[2]
- 1973년 1월 1일 : 역원무배치간이역으로 격하, 을종승차권대매소로 지정
- 2009년 1월 1일 : 을종승차권대매소 폐지
- 2011년 7월 28일 : 2011년 7월 한국 중부 집중호우로 인한 선로 유실로 영업 일시 중단
- 2012년 3월 21일 : 초성철교 완공으로 통근열차 운행 재개와 동시에 편도 기준 1일 6편 감편
- 2012년 7월 1일 : 통근열차 운행 편수 증편
- 2018년 7월 1일 : 경원선 연천 ~ 백마고지 구간 선로 개량 공사로 인한 운행 일시 중단.
- 2018년 12월 2일 : 경원선 연천 ~ 백마고지 구간 운행 재개
- 2019년 4월 1일 : 경원선 동두천 ~ 연천 전철화 공사로 인한 운행 중단. 일 32회 대체버스 운행.

## 승강장 구조
| ↑연천   |
| 승강장  |
| 대광리↓ |

| 승강장 | 경원선 | 동두천·신탄리 방면 |

## 역 주변
- 상리초등학교
- 연천농협 상리지소
- 연천축협 상리지소
- 연천보건지소

## 같이 보기
- 신망리
- 기황후 묘